# Katherine Henderson
Katherine Henderson (* 23. Juni 1909 in St. Louis; † 1. September 2002 ebendort) war eine amerikanische Bluessängerin. Sie zählt zu den Sängerinnen des klassischen Blues.

## Leben und Wirken
Henderson begann ihre Karriere im Showbusiness bereits als kleines Kind, als sie in Minstrel-Shows und im Vaudeville arbeitete. Sie war die Nichte von Eva Taylor und Clarence Williams und kam unter deren Fittiche, als sie sich in den frühen 1920er Jahren in New York niederließ. Dort sprang sie gelegentlich in lokalen Radioshows für Eva Taylor ein. In einer Hauptrolle trat sie 1927 in Williams’ Revue Bottomland auf sowie in mehreren anderen Theatershows und Revuen, darunter Keep Shuffling. Begleitet von den Formationen von Williams nahm sie ab 1927 für Brunswick Records und QRS Records auf. 1930 entstanden noch Aufnahmen mit ihr als Solistin für Velvet Tone Records. Laut Derrick Stewart-Baxter war Hendersons Gesangsstil leicht schnulzig, weil sie „ihr Material auf eine ziemlich larmoyante Weise rüberbrachte.“ Sie blieb bis 1944 im Showgeschäft aktiv, um dann in ihre Heimatstadt St. Louis zurückzukehren.